# 빅맨 (가수)
빅맨(1999년 6월 4일 ~)은 대한민국의 비트박서, 가수다.

## 방송
- 엘렌 드제너러스 쇼 (2017)
- 너의 목소리가 보여 6 (2019)
- 아바타싱어 (2022)
- 미스터트롯2 - 새로운 전설의 시작 (2022) - Top73
- 언더커버 (2025) - Top60

## 음반
- New Edition 06 (2018)
- 하루하루 (DAY BY DAY) (2019)
- Toda la noche (2022)
- 아바타싱어 ROUND 3 (2022)
- 미스터트롯2 예선 베스트 PART2 (2022)

## 수상
- 아시아 아티스트 어워즈 가수부문 그루브상 (2020)

## 기타
- 015B <지하철의 조슈아> 참여 (2019)